# Ghenci, Satu Mare
Ghenci (maghiară: Gencs) este un sat în comuna Căuaș din județul Satu Mare, Transilvania, România. La recensământul din 2002 avea o populație de 1.217 locuitori. Este situat pe DN1F.

## Obiectiv memorial
Groapa comună a Eroilor Români din cel De-al Doilea Război Mondial este amplasată lângă Biserica Reformată-Calvină. Groapa comună are o suprafață de 29 mp, fiind amenajată în 1944. În cadrul acesteia sunt înhumați 25 de militari români. 